# Wężerów
Wężerów – wieś w Polsce położona w województwie małopolskim, w powiecie krakowskim, w gminie Słomniki, przy drodze DK7.

## Części wsi
| SIMC    | Nazwa         | Rodzaj    |
| ------- | ------------- | --------- |
| 0336562 | Stary Wężerów | część wsi |
| 0336579 | Szklana       | część wsi |
| 0336585 | Wężerów Górny | część wsi |

W latach 1975–1998 miejscowość administracyjnie należała do województwa krakowskiego.
W Wężerowie działa Ochotnicza straż pożarna, Koło gospodyń wiejskich, a w 2002 r. powstał Ludowy Zespół Sportowy Cobra.